# Cerezo
Cerezo è un comune spagnolo di 211 abitanti situato nella comunità autonoma dell'Estremadura.